# Équipe réserve et centre de formation du FC Nantes
 (novembre 2022).
Si vous disposez d'ouvrages ou d'articles de référence ou si vous connaissez des sites web de qualité traitant du thème abordé ici, merci de compléter l'article en donnant les références utiles à sa vérifiabilité et en les liant à la section « Notes et références ».
 (novembre 2022).
L’équipe réserve et le centre de formation du Football Club de Nantes constituent un vivier de joueurs qui a souvent permis d'enrichir l'équipe première par le passé. L'équipe championne en 2001 compte ainsi 22 joueurs formés au club sur 27 professionnels. Fruit d'une politique de jeunes initiée par José Arribas, elle a également permis à Jean-Claude Suaudeau ou encore Raynald Denoueix de se préparer à leur carrière ultérieure d'entraîneurs des professionnels.
Le centre de formation nantais est installé au centre sportif José-Arribas à La Chapelle-sur-Erdre, route de la Jonelière au nord de Nantes, et reconnu comme l'un des meilleurs sur le plan européen, a formé des joueurs internationaux, comme les champions du monde Didier Deschamps, Marcel Desailly et Christian Karembeu, ainsi que Mickaël Landreau.

## Équipe réserve

### Historique

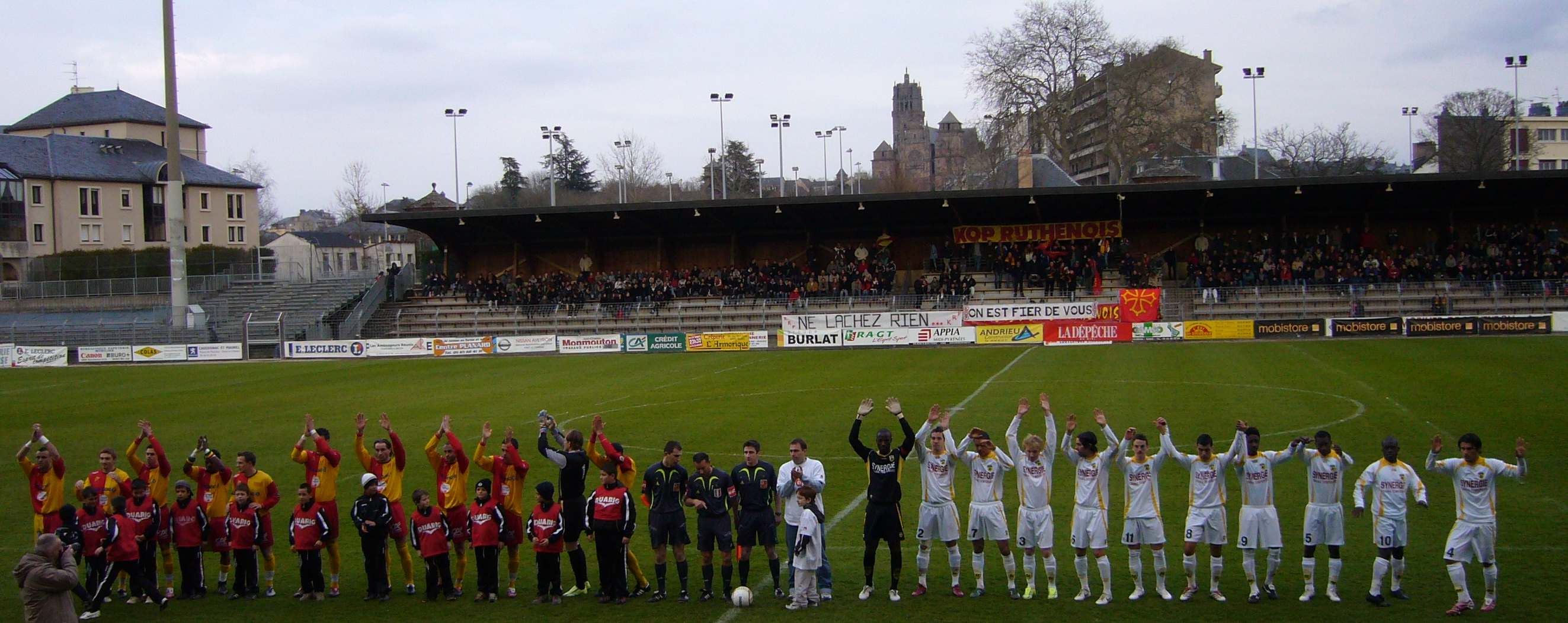
Match contre le Rodez Aveyron Football dans le championnat CFA 2006-2007

Albert Heil la dirige à partir de 1952 et la fait monter de la DRH (division 5) au championnat de France amateurs (division 3) en seulement quatre ans.
Jean-Claude Suaudeau est nommé entraîneur-joueur de la réserve du FCN en 1970, et celle-ci prend part à partir de 1971 à la division 3 (créée en 1970). Le titre est remporté en 1974 (finale contre Amiens SC), une autre finale ayant été perdue contre le Toulouse FC en 1983, sous Raynald Denoueix.
La réserve est reléguée de CFA en CFA2 en 1999, elle remonte l'année suivante, puis redescend en 2007.
Loïc Amisse reprend la CFA2 en 2010 et la réserve accède de nouveau à la CFA en 2013 et finit la saison en 4e place. Philippe Mao remplace alors Loïc Amisse (qui est promu adjoint de Michel Der Zakarian en L1) à la tête de la CFA.
Une équipe C a également existé en D4 puis en DH, à partir de 1987, dirigée par Gilles Albert.

### Palmarès
| Compétitions nationales | Compétitions régionales |
| --- | --- |
| - Championnat de France de Division 3 (1971-1994) (1) - Vainqueur (1): 1974. - Finaliste (1) : 1983. - Championnat de France Amateur (1948-1971) (1) - Champion en 1971. - Championnat de France Amateur 2 (2) - Vainqueur : 2000 (groupe G), 2013 (groupe G). | Championnat de Division d'Honneur Ouest (1) - Champion : 1954, 1963. - Championnat de Division d'Honneur Atlantique (1) - Champion : 1970, 1980R2. - Coupe de Bretagne (2) - Vainqueur : 1945, 1950. - Coupe Atlantique (8) - Vainqueur : 1968, 1970, 1971, 1972, 1974, 1981, 1990, 1992. |

### Entraîneurs
Le tableau suivant présente la liste des entraîneurs de l'équipe réserve du club depuis 1952.
| Rang | Nom                  | Période        |
| ---- | -------------------- | -------------- |
| 1    | Albert Heil          | 1952-1961      |
| 2    | Guelso Zaetta        | 1961-1970      |
| 3    | Jean-Claude Suaudeau | 1970-1982      |
| 4    | Raynald Denoueix     | 1982-1997      |
| 5    | Gilles Albert        | 1997-mars 2000 |
| 6    | Loïc Amisse          | mars 2000-2003 |

| Rang | Nom             | Période         |
| ---- | --------------- | --------------- |
| 11   | Serge Le Dizet  | 2003-janv. 2005 |
| 12   | Laurent Guyot   | 2005-2009       |
| 13   | Jacky Bonnevay  | 2009-2010       |
| 14   | Loïc Amisse     | 2010-2014       |
| 15   | Philippe Mao    | 2014-2017       |
| 15   | Pierre Aristouy | 2017-2021       |

| Rang | Nom            | Période |
| ---- | -------------- | ------- |
| 16   | Stéphane Ziani | 2021-   |

### Bilan saison par saison
Bilan saison après saison de l'équipe réserve du FC Nantes depuis 1952.
| Saison    | Championnat         | Championnat  | Championnat | Championnat | Championnat | Championnat | Championnat | Championnat | Championnat | Championnat | Championnat | Entraineurs        |
| Saison    | Division            | Niveau       | Class.      | Pts         | M           | V           | N           | D           | Bp          | Bc          | Diff        | Entraineurs        |
| --------- | ------------------- | ------------ | ----------- | ----------- | ----------- | ----------- | ----------- | ----------- | ----------- | ----------- | ----------- | ------------------ |
| 1952-1953 | DH Ouest            | II (amateur) | 5e/?        |             |             |             |             |             |             |             |             | Heil               |
| 1953-1954 | DH Ouest            | II (amateur) | 1er/13      |             |             |             |             |             |             |             |             | Heil               |
| 1954-1955 | DH Ouest            | II (amateur) | 7e/12       | 20          | 22          | 6           | 8           | 8           | 34          | 32          | +2          | Heil               |
| 1955-1956 | CFA Ouest           | I (amateur)  | 5e/13       | 25          | 24          | 10          | 5           | 9           | 39          | 38          | +1          | Heil               |
| 1956-1957 | CFA Ouest           | I (amateur)  | 6e/13       | 25          | 22          | 12          | 1           | 9           | 45          | 49          | -4          | Heil               |
| 1957-1958 | CFA Ouest           | I (amateur)  | 9e/12       | 22          | 22          | 8           | 6           | 8           | 23          | 32          | -9          | Heil               |
| 1958-1959 | CFA Ouest           | I (amateur)  | 6e/12       | 24          | 22          | 9           | 6           | 7           | 40          | 32          | +8          | Heil               |
| 1959-1960 | CFA Ouest           | I (amateur)  | 11e/14      | 22          | 26          | 7           | 8           | 11          | 33          | 37          | -4          | Heil               |
| 1960-1961 | CFA Ouest           | I (amateur)  | 6e/14       | 28          | 26          | 11          | 6           | 9           | 31          | 33          | -2          | Heil               |
| 1961-1962 | CFA Ouest           | I (amateur)  | 11e/13      | 19          | 24          | 5           | 9           | 10          | 21          | 27          | -6          | Zaetta             |
| 1962-1963 | DH Ouest            | II (amateur) | 1er/14      |             |             |             |             |             |             |             |             | Zaetta             |
| 1963-1964 | CFA Ouest           | I (amateur)  | 4e/12       | 26          | 22          | 10          | 6           | 6           | 36          | 25          | +11         | Zaetta             |
| 1964-1965 | CFA Ouest           | I (amateur)  | 11e/13      | 19          | 24          | 8           | 3           | 13          | 36          | 33          | +3          | Zaetta             |
| 1965-1966 | DH Ouest            | II (amateur) | 7e/14       |             |             |             |             |             |             |             |             | Zaetta             |
| 1966-1967 | DH Ouest            | II (amateur) | 2e/12       |             |             |             |             |             |             |             |             | Zaetta             |
| 1967-1968 | DH Atlantique       | II (amateur) | 2e/12       |             |             |             |             |             |             |             |             | Zaetta             |
| 1968-1969 | DH Atlantique       | II (amateur) | 2e/12       |             |             |             |             |             |             |             |             | Zaetta             |
| 1969-1970 | DH Atlantique       | II (amateur) | 1er/12      |             |             |             |             |             |             |             |             | Zaetta             |
| 1970-1971 | D3 Ouest            | III          | 1er/13      | 35          | 24          | 14          | 7           | 3           | 54          | 23          | +31         | Suaudeau           |
| 1971-1972 | D3 Ouest            | III          | 1er/15      | 47          | 28          | 20          | 7           | 1           | 72          | 22          | +50         | Suaudeau           |
| 1972-1973 | D3 Sud-Ouest        | III          | 1er/16      | 47          | 30          | 21          | 5           | 4           | 74          | 19          | +55         | Suaudeau           |
| 1973-1974 | D3 Centre-Ouest     | III          | 1er/16      | 47          | 30          | 21          | 5           | 4           | 73          | 20          | +53         | Suaudeau           |
| 1974-1975 | D3 Centre-Ouest     | III          | 1er/16      | 42          | 30          | 17          | 8           | 5           | 72          | 26          | +46         | Suaudeau           |
| 1975-1976 | D3 Ouest            | III          | 1er/16      | 43          | 30          | 18          | 7           | 5           | 67          | 30          | +37         | Suaudeau           |
| 1976-1977 | D3 Ouest            | III          | 1er/16      | 42          | 30          | 19          | 4           | 7           | 67          | 29          | +38         | Suaudeau           |
| 1977-1978 | D3 Centre-Ouest     | III          | 2e/16       | 42          | 30          | 18          | 6           | 6           | 80          | 30          | +50         | Suaudeau           |
| 1978-1979 | D3 Ouest            | III          | 2e/16       | 40          | 30          | 17          | 6           | 7           | 56          | 20          | +36         | Suaudeau           |
| 1979-1980 | D3 Centre-Ouest     | III          | 1er/16      | 48          | 30          | 20          | 8           | 2           | 66          | 21          | +45         | Suaudeau           |
| 1980-1981 | D3 Ouest            | III          | 3e/16       | 37          | 30          | 16          | 5           | 9           | 44          | 27          | +17         | Suaudeau           |
| 1981-1982 | D3 Ouest            | III          | 1er/16      | 43          | 30          | 17          | 9           | 4           | 62          | 30          | +32         | Suaudeau           |
| 1982-1983 | D3 Ouest            | III          | 1er/16      | 50          | 34          | 21          | 8           | 5           | 72          | 32          | +40         | Denoueix           |
| 1983-1984 | D3 Ouest            | III          | 2e/16       | 40          | 30          | 18          | 4           | 8           | 59          | 23          | +36         | Denoueix           |
| 1984-1985 | D3 Ouest            | III          | 3e/16       | 40          | 30          | 14          | 12          | 4           | 53          | 24          | +29         | Denoueix           |
| 1985-1986 | D3 Ouest            | III          | 1er/16      | 44          | 30          | 18          | 8           | 4           | 46          | 18          | +28         | Denoueix           |
| 1986-1987 | D3 Ouest            | III          | 3e/16       | 39          | 30          | 14          | 11          | 5           | 44          | 22          | +22         | Denoueix           |
| 1987-1988 | D3 Ouest            | III          | 1er/16      | 40          | 30          | 17          | 6           | 7           | 55          | 31          | +24         | Denoueix           |
| 1988-1989 | D3 Ouest            | III          | 3e/16       | 38          | 30          | 14          | 10          | 6           | 65          | 32          | +33         | Denoueix           |
| 1989-1990 | D3 Ouest            | III          | 10e/16      | 28          | 30          | 9           | 10          | 11          | 36          | 32          | +4          | Denoueix           |
| 1990-1991 | D3 Ouest            | III          | 2e/17       | 42          | 32          | 13          | 16          | 3           | 43          | 23          | +20         | Denoueix           |
| 1991-1992 | D3 Ouest            | III          | 3e/16       | 36          | 30          | 15          | 6           | 9           | 44          | 31          | +13         | Denoueix           |
| 1992-1993 | D3 Ouest            | III          | 7e/16       | 31          | 30          | 11          | 9           | 10          | 39          | 30          | +9          | Denoueix           |
| 1993-1994 | National 2 gr. C    | IV           | 11e/18      | 31          | 34          | 12          | 7           | 15          | 37          | 43          | -6          | Denoueix           |
| 1994-1995 | National 2 gr. D    | IV           | 14e/18      | 30          | 34          | 8           | 14          | 12          | 28          | 37          | -9          | Denoueix           |
| 1995-1996 | National 2 gr. D    | IV           | 3e/18       | 60          | 34          | 15          | 15          | 4           | 60          | 29          | +31         | Denoueix           |
| 1996-1997 | National 2 gr. C    | IV           | 2e/18       | 69          | 34          | 21          | 6           | 7           | 56          | 23          | +33         | Denoueix           |
| 1997-1998 | CFA gr. C           | IV           | 3e/18       | 57          | 34          | 16          | 9           | 9           | 69          | 48          | +21         | Albert             |
| 1998-1999 | CFA gr. C           | IV           | 16e/18      | 69          | 34          | 8           | 11          | 15          | 41          | 51          | -10         | Albert             |
| 1999-2000 | CFA 2 gr. G         | V            | 1er/16      | 85          | 30          | 16          | 7           | 7           | 60          | 33          | +27         | Albert puis Amisse |
| 2000-2001 | CFA gr. C           | IV           | 4e/18       | 88          | 34          | 15          | 9           | 10          | 57          | 45          | +12         | Amisse             |
| 2001-2002 | CFA gr. C           | IV           | 9e/18       | 77          | 34          | 11          | 10          | 13          | 43          | 37          | +6          | Amisse             |
| 2002-2003 | CFA gr. D           | IV           | 9e/18       | 82          | 34          | 14          | 6           | 14          | 33          | 34          | -1          | Amisse             |
| 2003-2004 | CFA gr. D           | IV           | 4e/18       | 90          | 34          | 15          | 11          | 8           | 51          | 31          | +20         | Le Dizet           |
| 2004-2005 | CFA gr. D           | IV           | 9e/18       | 83          | 34          | 12          | 13          | 9           | 36          | 28          | +8          | Le Dizet           |
| 2005-2006 | CFA gr. C           | IV           | 11e/18      | 77          | 34          | 12          | 7           | 15          | 46          | 48          | -2          | Guyot              |
| 2006-2007 | CFA gr. C           | IV           | 14e/18      | 74          | 34          | 11          | 7           | 16          | 44          | 42          | +2          | Guyot              |
| 2007-2008 | CFA gr. D           | IV           | 16e/18      | 68          | 34          | 8           | 11          | 15          | 27          | 41          | -14         | Guyot              |
| 2008-2009 | CFA 2 gr. H         | V            | 3e/16       | 81          | 30          | 14          | 9           | 7           | 52          | 37          | +15         | Guyot              |
| 2009-2010 | CFA 2 gr. G         | V            | 5e/16       | 73          | 30          | 11          | 10          | 9           | 40          | 35          | +5          | Bonnevay           |
| 2010-2011 | CFA 2 gr. G         | V            | 3e/15       | 82          | 28          | 15          | 9           | 4           | 50          | 28          | +22         | Amisse             |
| 2011-2012 | CFA 2 gr. G         | V            | 5e/16       | 82          | 30          | 15          | 7           | 8           | 41          | 26          | +15         | Amisse             |
| 2012-2013 | CFA 2 gr. G         | V            | 1er/14      | 81          | 26          | 27          | 4           | 5           | 53          | 20          | +33         | Amisse             |
| 2013-2014 | CFA gr. D           | IV           | 4e/16       | 77          | 30          | 13          | 8           | 9           | 32          | 21          | +11         | Amisse             |
| 2014-2015 | CFA gr. D           | IV           | 8e/16       | 72          | 30          | 11          | 9           | 10          | 42          | 42          | 0           | Mao                |
| 2015-2016 | CFA gr. D           | IV           | 11e/16      | 65          | 30          | 9           | 8           | 13          | 37          | 38          | -1          | Mao                |
| 2016-2017 | CFA gr. A           | IV           | 15e/16      | 28          | 30          | 5           | 13          | 12          | 40          | 40          | 0           | Mao                |
| 2017-2018 | N3 Pays de la Loire | V            | 1er/14      | 56          | 26          | 17          | 5           | 4           | 43          | 18          | +25         | Aristouy           |
| 2018-2019 | N2 gr. C            | IV           | en cours    | 55          | 30          | 15          | 10          | 5           | 45          | 24          | +21         | Aristouy           |
| 2019-2020 | N2 gr. C            | IV           | 9e/16       | 28          | 21          | 6           | 10          | 5           | 23          | 19          | +4          | Aristouy           |
| 2020-2021 | N2 gr. D            | IV           | 10e/16      | 10          | 9           | 2           | 4           | 3           | 6           | 10          | -14         | Aristouy           |
| 2021-2022 | N2 gr. D            | IV           | 11e/18      | 34          | 30          | 8           | 10          | 12          | 33          | 37          | -4          | Ziani              |
| 2022-2023 | N2 gr. D            | IV           | 13e/18      | 34          | 30          | 8           | 10          | 12          | 31          | 41          | -10         | Ziani              |
| 2023-2024 | N3 gr. D            | V            | 2e/14       | 50          | 26          | 14          | 8           | 4           | 44          | 23          | 21          | Ziani              |

## Centre de formation

### Historique

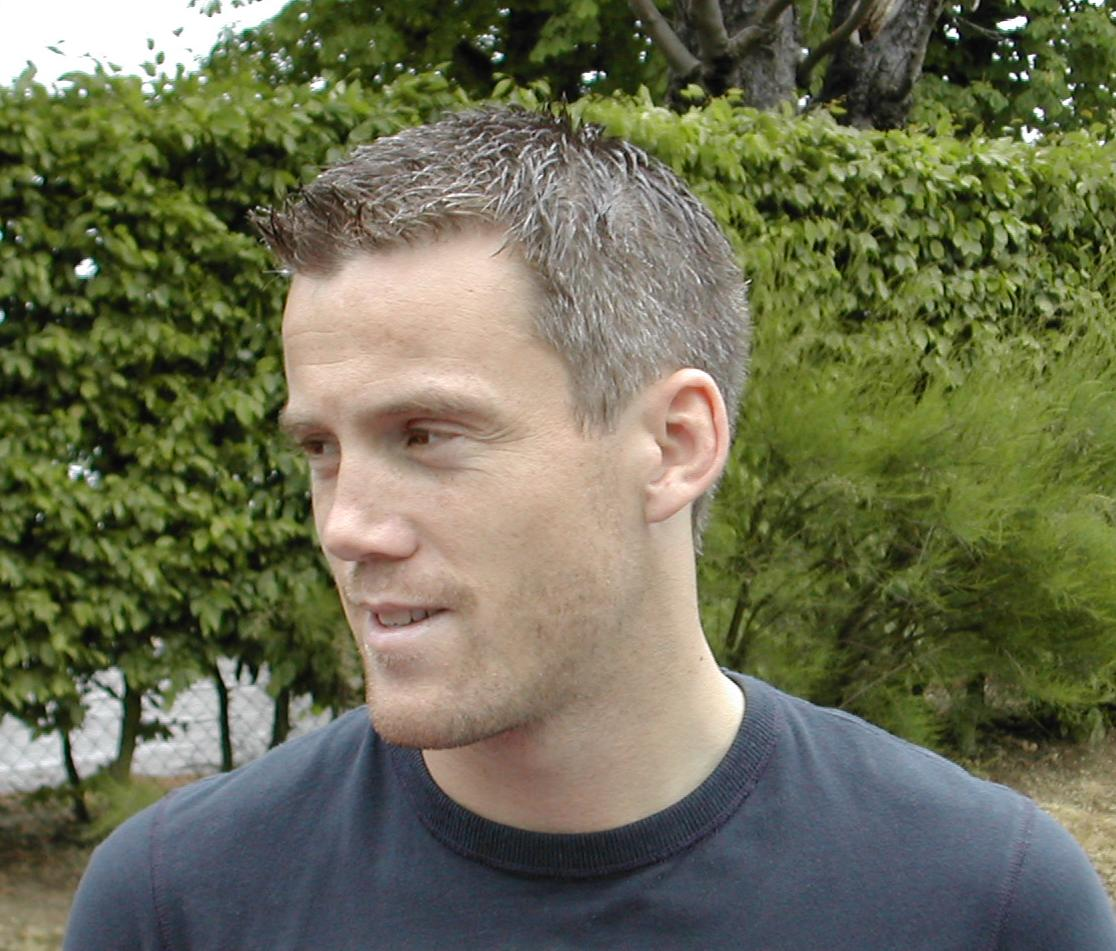
Mickaël Landreau, gardien de but, capitaine emblématique du FC Nantes des 2000 et international français, formé au club.

C'est sous l'impulsion de José Arribas que Nantes mène une politique active de recrutement de jeunes joueurs, en offrant leur premier contrat professionnel à des joueurs comme Bernard Blanchet, Jean-Paul Bertrand-Demanes, Gilles Rampillon ou encore Loïc Amisse, né à Nantes et qui joue avec les minimes dès 1966 avant de jouer avec les professionnels à partir de 1973. En 1972 ouvre un « foyer des jeunes » destiné à héberger de jeunes joueurs pour leur « apprentissage », installé dans deux maisons du centre-ville nantais,. Parmi les premiers à en bénéficier se trouvent Thierry Tusseau, Maxime Bossis, Omar Sahnoun, Oscar Muller.
Ceci conduit le club à la mise en construction à partir du 9 janvier 1976 d'un véritable centre de formation dans le cadre du projet de centre sportif de la Jonelière, inauguré en 1978. Ses structures de pointe dans le football français de l'époque, alliant enseignement scolaire, internat et centre d'entraînement, et dirigées par Jean-Claude Suaudeau, permettent de former les futurs joueurs de l'équipe première, et certains des meilleurs joueurs de leur génération. Les jeunes Canaris remportent notamment la coupe nationale des Cadets et deux coupes Gambardella. Le centre est alors, selon Didier Deschamps qui en est issu, « ce qui se fait de mieux, au niveau européen, en ce qui concerne la formation de jeunes footballeurs. » Lorsque Suaudeau devient entraîneur de l'équipe première en 1982, Raynald Denoueix, devenu entraîneur à l'US Gétigné est chargé de la formation et prépare notamment la génération qui remportera le titre de 1995, puis les joueurs qu'il prendra lui-même en mains en 1997.
Après Serge Le Dizet, ce dernier victorieux de la troisième Gambardella du club (2002, victoire contre Nice, 1-0), le centre de formation est dirigé depuis 2005 par Laurent Guyot, sous la direction duquel sont disputées la finale du championnat de France des 16 ans en 2006, sous la direction de Franck Maufay (victoire contre Sochaux : 0-0, 1-3 t.a.b.), et la finale de coupe Gambardella en 2009, sous la direction de Stéphane Moreau (défaite contre Montpellier, 2-0).
Un centre de préformation installé à Saint-Sébastien-sur-Loire en 1997 est repris par la Direction technique nationale en 2008 (« Pôle Espoirs »), et dirigé par l'ancien nantais Franck Maufay.
Ayant remporté plusieurs fois le challenge du meilleur club de jeunes de la FFF, le FC Nantes figure en moins bonne position dans les classements récents. Dans celui établi depuis 2005 par la Ligue de football professionnel, il figure à la 10e place en 2008 ; dans le classement de la Direction technique nationale, il figure à la 11e place. Diverses évaluations effectuées au niveau européen placent cependant toujours le FC Nantes en tête parmi les clubs français, comme une étude statistique universitaire de 2006, ou encore une étude du centre technique de la fédération italienne en 2007,. Par ailleurs la réputation du centre a amené la chaîne Arte à réaliser une série documentaire suivant la formation de plusieurs jeunes Canaris, intitulée « L'Académie du Foot ». On y suit notamment de près Vincent Briant et Dimitri Payet.

### Palmarès
- Coupe Gambardella :

Vainqueur (3) : 1974, 1975 et 2002
Finaliste (3) : 1986, 1996 et 2009
- Coupe nationale des cadets

Vainqueur (1) : 1974
- Championnat -15 ans / -16 ans / U17 (catégories modifiées en 2002 puis en 2009)

Champion (1) : 2006
Vice-champion (2) : 1991, 1993
- Championnat -17 ans / -18 ans / U19 (catégories modifiées en 2002 puis en 2009)

Champion (3) : 1991, 2022, 2023
Vice-champion (2) : 2005, 2013
- Tournoi des centres de formation

Vainqueur (?) : 2002
- Challenge du meilleur club de jeunes (catégorie clubs professionnels)

Vainqueur (5) : 1996, 1998, 2001, 2002, 2004

### Directeurs et entraîneurs

#### Directeurs du centre de formation
Le tableau suivant présente la liste des directeurs du centre de formation du club depuis sa création, en 1971.
| Rang | Nom                  | Période   |
| ---- | -------------------- | --------- |
| 1    | Jean-Claude Suaudeau | 1971-1982 |
| 2    | Raynald Denoueix     | 1982-1997 |
| 3    | Gilles Albert        | 1997-2001 |
| 4    | Serge Le Dizet       | 2001-2005 |
| 5    | Laurent Guyot        | 2005-2009 |
| 6    | Jacky Bonnevay       | 2009-2010 |
| 7    | Samuel Fenillat      | 2010-     |

### Autres entraîneurs
- Guelzo Zaetta (1962-?) : réserve (jusqu'en 1970), minimes, cadets
- Franck Maufay (1999-2008) : 15/16 ans nationaux (1999-2007), 15 ans régionaux (2007-2008)
- Franck Mantaux (?-2005) : entraîneur des gardiens du centre de formation
- Franck Chaumin (2005-2009) : entraîneur des gardiens du centre de formation
- Eric Loussouarn (depuis 2009) : entraîneur des gardiens du centre de formation
- François Bourgeais : entraîneur des U15 (2010-2011)
- Philippe Mao: entraîneur des -19 ans[10]

## Palmarès
| Équipe réserve - Championnat de France de Division 3 (2) - Champion : 1971 et 1974 - Vice-Champion : 1983 - Championnat de DH Ouest (2) : - Champion : 1954, 1963 - Coupe de l'Atlantique - Vainqueur : 1967 - Championnat de France Amateurs 2 - Vainqueur : 2001, 2013 | Équipes de Jeunes - Coupe Gambardella - Vainqueur : 1974, 1975 et 2002 - Finaliste : 1986, 1996 et 2009 - Championnat -17 ans/-18 ans/U19 - Champion : 1991, 2022, 2023 - Vice-champion : 2005, 2013 - Championnat -15 ans/-16 ans/U17 - Champion : 2006, 2019 - Vice-champion : 1991, 1993 - Coupe nationale des cadets - Vainqueur : 1974 |